# San Ponziano
San Ponziano (lateinisch Sancti Pontiani) ist eine Pfarrkirche und Titeldiakonie im römischen Stadtteil Monte Sacro Alto

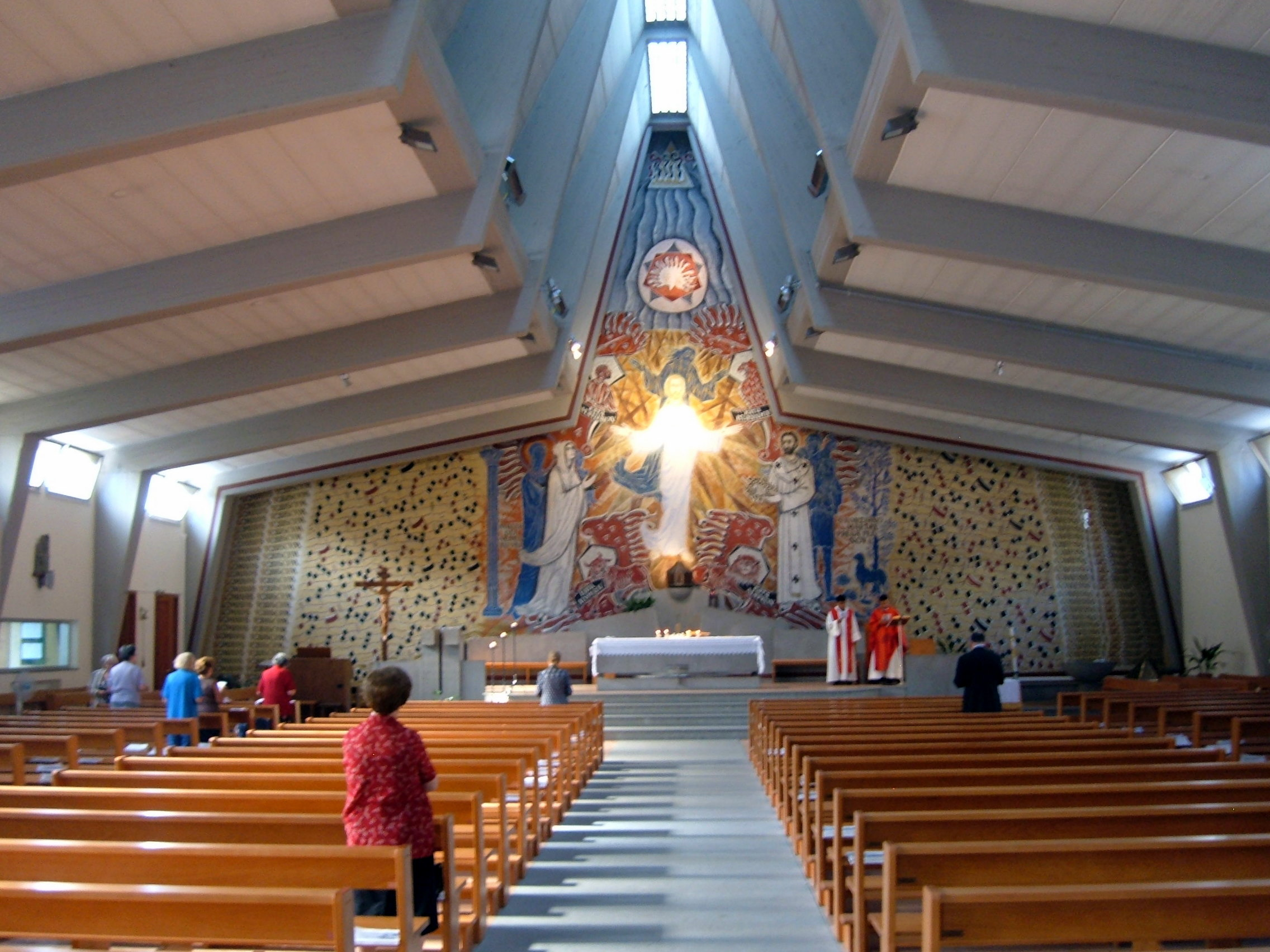
Innenansicht

## Geschichte
Die Pfarrei wurde am 3. Februar 1963 mit einem Erlass von Kardinalvikar Luigi Traglia gegründet. Zwischen 1970 und 1974 wurde die Kirche vom Architekten Giuseppe Russo Rocca gebaut. Am 2. Mai 1982 wurde die Kirche von Papst Johannes Paul II. als erste Kirche nach seinem Attentat besucht.
Am 24. November 2007 wurde die Kirche von Papst Benedikt XVI. zur Titeldiakonie erhoben.

## Beschreibung
Äußerlich ist die Kirche von der Spitze in der Mitte, welche an betende Hände erinnert.
Im Inneren besteht die Kirche aus einem Schiff. Dort ist auch die besondere Dachform zu entdecken. Er wird durch die Terrakottreliefe des Kreuzweges von Agatina Perrotta geprägt. An der Wand des Altarraums ist ein Bild des Kapuzinerpaters Ugolino da Belluno aus dem Jahr 1994, welches den auferstandenen Christus darstellt Cristo risorto e benedicente.
Im Zentrum des Bildes steh der Auferstandene mit einer weißen Tunika, mit offenen Arben und den 4 Evangelisten. Oben ist der Heilige Geist mit sieben Warenstömen, welche die Sakramente darstellen. Darüber ist eine Pyramide, welche Gott Vater darstellt. Auf den beiden Seiten von Christus ist der Heilige Ponziano mit der Krone des Martyriums in der Hand und die Heilige Maria in flehender Handlung.

## Kardinaldiakone
Die bisherigen Kardinaldiakone waren:
- Urbano Navarrete SJ, Theologe, 24. November 2007 – 22. November 2010
- Santos Abril y Castelló, Kurienkardinal, seit 18. Februar 2012 (seit 4. März 2022 Kardinalpriester pro hac vice)